# HMS Fritillary (K199)
HMS Fritillary (K199) je bila korveta razreda flower Kraljeve vojne mornarice, ki je bila operativna med drugo svetovno vojno.

## Zgodovina
Ladjo so 19. marca 1946 prodali, nakar pa je bila prodana še dvakrat. Leta 1955 so jo razrezali v Indiji.